# Flügelmuskel (Insekten)
Die Flügelmuskeln bei Insekten sind eine Gruppe flügelförmiger Muskeln, die seitlich am Herz ansetzen.
Sie verlaufen innerhalb des Diaphragmas, das den Perikardialsinus, also den das Herz umgebenden Raum, vom Rest der Leibeshöhle trennt. Beim Zusammenziehen bewirken sie ein Abflachen des Diaphragmas und damit eine Erweiterung des Perikardsinusraums und des Herzens, was die Diastole und ein Einströmen der Hämolymphe ins Herz ermöglicht. Die Flügelmuskeln wirken damit als Gegenspieler der eigentlichen Muskulatur des Herzens, die in der Systole die Hämolymphe durch die Aorta aus dem Herz treibt.

## Nachweise
- Volker Storch, Ulrich Welsch: Kükenthal Zoologisches Praktikum. 26. Auflage. Spektrum Akademischer Verlag, Heidelberg 2009, ISBN 978-3-8274-1998-9, S. 248.